# Поети-метафізики
Поети-метафізики — введене Семюелом Джонсоном позначення барокових англійських поетів XVII століття, які сповідували неоплатонічні погляди.

На чолі напрямку стояв Джон Донн. Для метафізичної поезії характерне відчуття дисгармонії світу і втрати цілісного уявлення про нього. Як відзначав Донн, розум людини не в силах відновити світобудову, але залишається надія на допитливий розум, який шукає і знаходить необхідні (можливо, дуже віддалені) зв'язки.

## Представники
Окрім Джона Донна до поетів-метафізиків зараховують також наступних авторів:
- Джордж Герберт
- Ендрю Марвелл
- Томас Таерн
- Генрі Воган
- РІчард Крешо
- Томас Кер'ю
- Абрагам Краулі
- Джон Клівленд
- Френсіс Кворлс